# کرشچنکا
کرشچنکا (انگلیسی: Kreshchenka) یک شهرک در شهرستان بورایفسکی باشقیرستان کشور روسیه است.